# Helene von Nostitz
Helene von Nostitz-Wallwitz, Berlín, 18 de novembre de 1878 - Bassenheim, 17 de juliol de 1944, va ser una aristòcrata alemanya que fou escriptora i salonnière.

## Biografia

### Joventut
Va créixer a Berlín i Florència, viatjant a París i Londres, en un entorn aristocràtic i culte. Els Benckendorff tenien filials al nord d'Europa i comptaven amb mecenes o dones de lletres entre els seus avantpassats. La seva mare, nascuda Sophie von und zu Münster-Ledenburg, era filla del príncep Georg von und zu Münster-Ledenburg, diplomàtic, i de la seva dona, de soltera la princesa Galitzine (descendent de Suvorov). El seu pare és el cosí germà del mariscal de camp von Hindenburg.
Va adquirir coneixements de quatre llengües europees i es va formar en música i pintura.
Va estar ben aviat en contacte amb l'elit cultural europea, sent néta d'un famós diplomàtic de l'època, ja que el seu avi matern era ambaixador a Londres i París i la seva mare, una distingida amant de la música, va rebre l'elit culta de Berlín. Ella mateixa tocava el piano notablement. El 1904 es va casar amb el comte Alfred von Nostitz-Wallwitz (1870-1953), jurista i diplomàtic, futur ministre de Saxònia. La jove parella va viure primer a Dresden, després a Weimar entre 1908 i 1910, a Leipzig fins a 1916, i a Berlín a partir dels anys 1920.
A Leipzig organitzà concerts privats de cambra i vetllades de conferències.

### Salonnière i musa
Helene von Nostitz rebia diplomàtics alemanys i estrangers, així com escriptors i artistes, al seu saló de Maaßenstraße (a Schöneberg), i després Goethestraße, a Zehlendorf. El seu marit era president de la Societat Alemanya-Francesa (Deutsch-Französische Gesellschaft) i tenia connexions a l'estranger. Madame von Nostitz comptava amb Rodin entre els seus hostes, que va fer el seu bust diverses vegades, inclosa la versió de 1907, avui a la Nova Pinacoteca de Múnic. També va rebre Hugo von Hofmannsthal i Harry Graf Kessler. Rainer Maria Rilke li dedicà dos poemes, després d'haver-la conegut durant una estada a la mar Bàltica el 1913.
El seu bust, obra de Rodin, va ser el punt culminant de l'exposició que se li va dedicar l'any 1999 a Múnic.

### Escriptora
Helene von Nostitz també escrivia. A la seva obra més important, Aus dem alten Europa [De la vella Europa]', descriu la vida d'aristòcrates i artistes abans de la Primera Guerra Mundial.

## Obra
- Aus dem alten Europa, 1924
- Rodin a Gesprächen und Briefen, 1927
- Berlín, 1929
- Potsdam, 1930
- Hindenburg a casa, 1931
- Festliches Dresden, 1941 (2a ed. 2001, ISBN 3-7684-4642-5)